# Епидијаскоп
Епидијаскоп или Епископ је уређај за пројектовање статичних слика са филма или текстова/слика са папира формата до А4. Епидијаскоп је претходница графоскопа и других канцеларијских пројектора. Састојао се од јаке сијалице, система огледала и сочива помоћу којих се слика пројектовала на платно на зиду. Филм, најчешће Лајка формата (36мм х 24 мм) се ручно премотавао у одговарајућем лежишту док се папир, лист по лист, стављао у посебно лежиште са доње стране графоскопа. У доба док се користио био је скуп, гломазан и нарочито популаран уређај.

## Галерија
- Епидијаскоп Carl Zeiss Jena
- Епидијаскоп, делови